# گرهارد هایداخر
گرهارد هایداخر (انگلیسی: Gerhard Haidacher؛ زادهٔ ۲۹ آوریل ۱۹۶۳) ورزشکار بابسلد اهل اتریش است.